# Hongkong az 1956. évi nyári olimpiai játékokon
Hongkong az ausztráliai Melbourne-ben és a svédországi Stockholmban megrendezett 1956. évi nyári olimpiai játékok egyik részt vevő nemzete volt. Az országot az olimpián 1 sportágban 2 sportoló képviselte, akik érmet nem szereztek.

## Úszás
Férfi
| Versenyző     | Versenyszám | Előfutam | Előfutam | Előfutam | Elődöntő | Elődöntő | Elődöntő | Döntő   | Döntő    |
| Versenyző     | Versenyszám | Idő      | Hely.    | Össz.    | Idő      | Hely.    | Össz.    | Idő     | Helyezés |
| ------------- | ----------- | -------- | -------- | -------- | -------- | -------- | -------- | ------- | -------- |
| Wan Shiu Ming | 400 m gyors | 5:02,6   | 7.       | 32.      |          |          |          | kiesett | kiesett  |
| Wan Shiu Ming | 100 m gyors | 1:00,7   | 7.       | 32.*     | kiesett  | kiesett  | kiesett  | kiesett | kiesett  |
| Cőng Kón-man  | 100 m gyors | 59,8     | 4.       | 22.**    | kiesett  | kiesett  | kiesett  | kiesett | kiesett  |
| Cőng Kón-man  | 100 m hát   | 1:14,0   | 6.       | 25.      | kiesett  | kiesett  | kiesett  | kiesett | kiesett  |

* - egy másik versenyzővel azonos időt ért el

** - két másik versenyzővel azonos időt ért el